# Salm (rivière de Belgique)
Pour les articles homonymes, voir Salm.
La Salm (Le Glain), est une petite rivière de Belgique, affluent en rive gauche de l'Amblève faisant partie du bassin versant de la Meuse. Elle prend source à Beho, baigne les villages de Cierreux, Salmchâteau, Vielsalm (où elle remplit le lac des Doyards), Grand-Halleux, et vient se jeter dans l’Amblève à Trois-Ponts.

## Géographie et hydrographie
Son principal affluent dans la petite ville de Vielsalm est le Rau de Hermanmont, qui prend sa source à Vîfsam (Petit-Thier), passe par Ville-du-Bois et se jette dans ce qu’on appelle alors le Glain à Vielsalm, juste à l'emplacement du premier château des comtes de Salm.
La famille de Salm s'étant implantée dans les Vosges en France, ce nom fut également celui de leur château (sur la commune de La Broque), ainsi que d'une principauté de Salm au XVIIIe siècle.

## Histoire et erreur courante de dénomination des cours d'eau
La vallée de la Salm constituait autrefois un comté. Ces comtes provenaient du duché de Luxembourg. Au XIIe siècle, le comte Herman II a quitté la région de Salmchâteau et s'est retrouvé à Pierre-Percée.
Avant la création du comté de Salm existait le domaine de Glain sur le territoire actuel de Beho. Tout naturellement, ce puissant domaine donna son nom au cours d'eau qui y prend source : "le Glain". Au fil des années, ce domaine perdit sa puissance et fut rapidement effacé par le développement du comté de Salm. Les habitants en aval du comté ont progressivement remplacé le nom de Glain par eaux de Salm pour désigner la provenance de cette rivière. Un cartographe de l'époque commis donc l'erreur de dénomination en remplaçant le Glain par la Salm. Cette erreur de dénomination persiste jusque sur nos cartes actuelles et il est courant de voir le Glain se transformer en Salm comme par magie après avoir traversé la ville de Vielsalm sans pour autant y rencontrer un autre cours portant ce nom.
Pour apporter une explication rationnelle à cette particularité, certaines personnes en ont déduit que le Rau de Hermanmont cité plus haut devait être la Salm et remplacent une vieille erreur par une plus récente.
Avant 1977, le Glain marquait la frontière entre les provinces de Luxembourg et de Liège et le village de Salmchateau était partagé entre ces deux provinces. Depuis 1977, la commune de Vielsalm a doublé sa superficie et s'étend jusqu'à la baraque Fraiture.[réf. nécessaire]

## Étymologie
Son nom vient du celtique salwa (noir, brouillé), mot passé en germanique.

## Débit
Le débit moyen de la rivière mesuré à Trois-Ponts sur une durée de 11 ans entre 1993 et 2003 est de 3,2 m3/s (bassin versant de 202 km2). Durant la même période on a enregistré:
- un maximum moyen de 5,5 m3/s en 1994 ;
- un minimum moyen de 1,6 m3/s en 1996.

## Principaux affluents
- L'Eau de Ronce en rive gauche, confluent en amont de Salmchâteau
- Le Golnay en rive gauche, confluent  à Salmchâteau